# 서튼후 투구

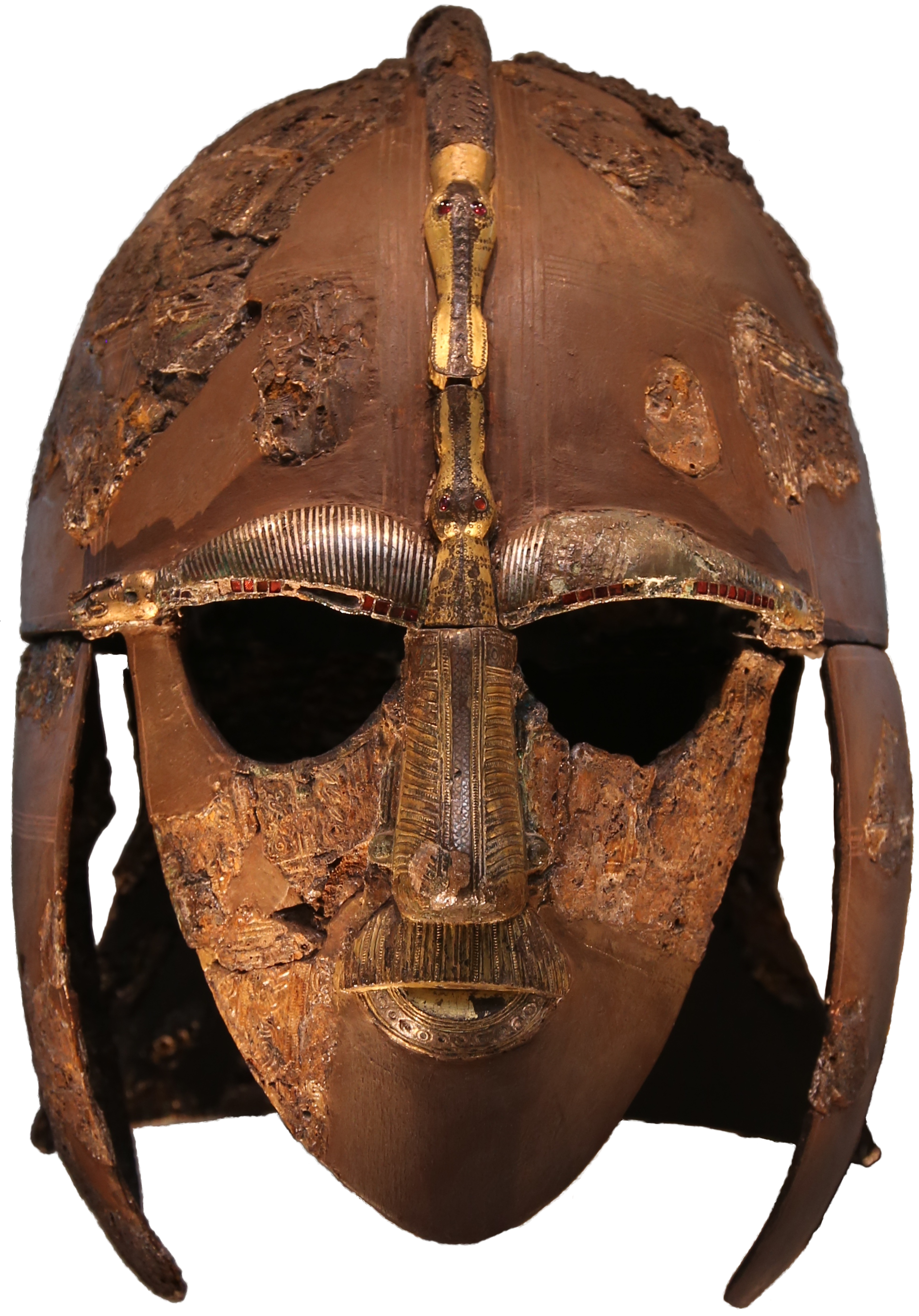

서튼후 투구(Sutton Hoo helmet)은 1939년 잉글랜드 서튼후 배무덤에서 발굴된 앵글로색슨인의 장식적인 투구 유물이다. 625년경 매장되었다. 앵글로색슨인 관련 유물 중 가장 중요한 것으로 꼽힌다. 이스트앵글리아의 왕 래드왈드의 것이라는 추측이 널리 퍼져 있다.
| 전임 압드 알말리크의 금화 | 제47대 100대 유물로 보는 세계사 | 후임 모체 문화 전사솥 |